# Jukovski
Jukovski - Жуковский (rus) - és una ciutat de l'óblast de Moscou, a Rússia. S'anomena així en honor del pare rus de l'aeronàutica, Nikolai Jukovski.

## Història
La vila fou creada el 1930 a l'emplaçament d'un antic grup de datxes anomenat Ótdikh, i de seguida s'anomenà Stakhànovo, en honor del cèlebre miner Aleksei Stakhànov. El 1933 començà la construcció de l'Institut Central d'Aerohidrodinàmica (TsAGI). Rebé l'estatus de vila urbana el 1938 i el de ciutat el 1947, quan fou rebatejada amb el nom actual.